# Carles Planell i Viñals
Carles Planell i Viñals (Barcelona, 1927) és un artista plàstic català. De formació autodidacta, es va donar a conèixer als anys 1950, gràcies a una exposició municipal de Belles Arts. Va formar part del Grup Sílex, i ha participat en diverses exposicions com el Salons d'Octubre. Va ser fundador dels Salons de Maig. El 1960 va participar en la Biennal de Venècia i en una exposició col·lectiva al Museu Guggenheim de Nova York. Actualment es poden trobar obres seves al Museu de Granollers i al Museu Abelló de Mollet del Vallès.